# CAAC-Flug 5109
Der CAAC-Flug 5109 war ein inländischer Linienflug der CAAC von Peking nach Shanghai mit Zwischenstopps in Nanking und Jinan. Am 18. Januar 1985 wurde der Flug mit einer Antonow An-24B durchgeführt. Während eines Fehlanfluges stürzte die Maschine zu Boden, wobei 38 der 41 Insassen starben.

## Maschine
Bei der betroffenen Maschine handelte es sich um eine im Jahr 1972 gebaute Antonow An-24RW mit der Werknummer 27308110 und der Modellseriennummer 081-10. Die Maschine wurde anschließend in die Volksrepublik China exportiert und ging mit dem Luftfahrzeugkennzeichen B-434 bei der Fluggesellschaft CAAC in Betrieb. Das zweimotorige Kurzstrecken-Passagierflugzeug war mit zwei Turboprop-Triebwerken des Typs Iwtschenko AI-24A ausgestattet.

## Passagiere und Besatzung
Den Flug auf dem Flugabschnitt von Nanking nach Jinan hatten 34 Passagiere angetreten. Es befand sich eine siebenköpfige Besatzung an Bord.

## Unfallhergang
Als die Piloten den Anflug auf den Flughafen Jinan durchführen wollten, herrschte dort Nieselregen und Frostnebel, sodass die Sicht stark eingeschränkt war. Die Maschine befand sich daraufhin im Endanflug in einer zu großen Höhe über der Landebahn. Die Piloten setzten die Maschine zu spät auf der Landebahn auf, sodass die Antonow das Landebahnende überrollte und auseinanderbrach. Bei dem Unfall wurden eine Flugbegleiterin und zwei Passagiere von der Hauptaufprallstelle weggeschleudert. Sie überlebten den Aufprall und den anschließenden Brand schwer verletzt. Die übrigen 38 Personen an Bord kamen ums Leben.

## Ursache
Aufgrund des späten Aufsetzens waren die Piloten nicht in der Lage, die Maschine auf der verbliebenen Landebahnlänge zum Stehen zu bringen. Die Antonow überrollte einen Graben und geriet in Brand. 
Als Unfallursache ermittelte die Flugsicherheitsbehörde eine fehlerhafte Anflugkonfiguration. Die Ermittler gaben der Besatzung die Verantwortung dafür, nicht zum richtigen Zeitpunkt einen Fehlanflug eingeleitet zu haben.

## Andere Angaben zur Unfallursache
Anderen Angaben zufolge sei die Maschine abgestürzt, nachdem es während des Fehlanfluges zu einem Strömungsabriss gekommen war.